# Cuộn cảm
Cuộn cảm (hay cuộn từ, cuộn từ cảm) là một loại linh kiện điện tử thụ động tạo từ  một dây dẫn điện với vài vòng quấn, sinh ra từ trường khi có dòng điện chạy qua. Cuộn cảm có một độ tự cảm (hay từ dung) L đo bằng đơn vị Henry (H).
Phân loại: lõi không khí, lõi sắt bụi, lõi sắt lá

## Tổng quan
Đối với dòng điện một chiều (DC), dòng điện có cường độ và chiều không đổi (tần số bằng 0), cuộn dây hoạt động như một điện trở có điện kháng gần bằng không hay nói khác hơn cuộn dây nối đoản mạch. Dòng điện trên cuộn dây sinh ra một từ trường, B, có cường độ và chiều không đổi.
Khi mắc điện xoay chiều (AC) với cuộn dây, dòng điện trên cuộn dây sinh ra một từ trường B, biến thiên và một điện trường, E, biến thiên nhưng luôn vuông góc với từ trường. Cảm kháng của cuộn từ lệ thuộc vào tần số của dòng xoay chiều.
Cuộn cảm L có đặc tính lọc nhiễu tốt cho các mạch nguồn DC có lẫn tạp nhiễu ở các tần số khác nhau tùy vào đặc tính cụ thể của từng cuộn cảm, giúp ổn định dòng, ứng dụng trong các mạch lọc tần số.

## Từ trường và từ dung
Khi có dòng điện chạy qua, cuộn dây sinh từ trường và trở thành nam châm điện. Khi không có dòng điện chạy qua, cuộn dây không có từ. Từ trường sản sinh tỉ lệ với dòng điện
{\displaystyle B.A=IL}
Hệ số tỷ lệ L là từ dung hay độ tự cảm, là tính chất vật lý của cuộn dây, đo bằng đơn vị Henry - H, thể hiện khả năng sản sinh từ của cuộn dây bởi một dòng điện, A là diện tích bề mặt cuộn dây. B.A ứng với từ thông. Từ dung càng lớn thì từ thông sinh ra càng lớn (ứng với cùng một dòng điện), và cũng ứng với dự trữ năng lượng từ trường (từ năng) trong cuộn dây càng lớn.
Bảng dưới đây tóm tắt công thức tính từ dung cho một số trường hợp
| Trường hợp                            | Công thức                                                                    | Chú thích |
| ------------------------------------- | ---------------------------------------------------------------------------- | --- |
| Hình trụ tròn dài                     | {\displaystyle L={\frac {\mu _{0}KN^{2}A}{l}}}                               | - L = từ dung đo bằng Henry (H) - μ0 = độ từ thẩm của chân không = 4{\displaystyle \pi } × 10−7 H/m - K = hệ số Nagaoka - N = số vòng - A = tiết diện cuộn dây đo bằng mét vuông (m²) - l = chiều dài cuộn dây (m) |
| Dây dẫn thẳng dài                     | {\displaystyle L=l\left(\ln {\frac {4l}{d}}-1\right)\cdot 200\times 10^{-9}} | - L = từ dung (H) - l = chiều dài dây (m) - d = đường kính dây (m) |
| Dây dẫn thẳng dài                     | {\displaystyle L=5.08\cdot l\left(\ln {\frac {4l}{d}}-1\right)}              | - L = từ dung (H) - l = chiều dài dây (in) - d = đường kính dây (in) |
| Cuộn dây trụ tròn ngắn                | {\displaystyle L={\frac {r^{2}N^{2}}{9r+10l}}}                               | - L = từ dung (µH) - r = bán kính ngoài của cuộn dây (in) - l = chiều dài cuộn dây (in) - N = số vòng quấn |
| Cuộn dây nhiều lớp                    | {\displaystyle L={\frac {0.8r^{2}N^{2}}{6r+9l+10d}}}                         | - L = từ dung (µH) - r = bán kính trung bình của cuộn dây (in) - l = chiều dài của dây quấn (in) - N = số vòng - d = độ dày của lớp quấn (in)                                                                      |
| Cuộn dây quấn xoáy ốc trên mặt phẳng  | {\displaystyle L={\frac {r^{2}N^{2}}{(2r+2.8d)\times 10^{5}}}}               | - L = từ dung (H) - r = bán kính trung bình của cuộn dây (m) - N = số vòng - d = độ dày của lớp quấn (bán kính ngoài trừ bán kính trong) (m)                                                                       |
| Cuộn dây quấn xoáy ốc trên mặt phẳng  | {\displaystyle L={\frac {r^{2}N^{2}}{8r+11d}}}                               | - L = từ dung (H) - r = bán kính trung bình của cuộn dây (in) - N = số vòng - d = độ dày của lớp quấn (bán kính ngoài trừ bán kính trong) (in)                                                                     |
| Lõi hình vòng xuyến (thiết diện tròn) | {\displaystyle L=\mu _{0}\mu _{r}{\frac {N^{2}r^{2}}{D}}}                    | - L = từ dung (H) - μ0 = độ từ thẩm của chân không = 4{\displaystyle \pi } × 10−7 H/m - μr = độ từ thẩm tương đối của vật liệu lõi - N = số vòng - r = bán kính vòng quấn (m) - D = đường kính vòng xuyến (m)      |

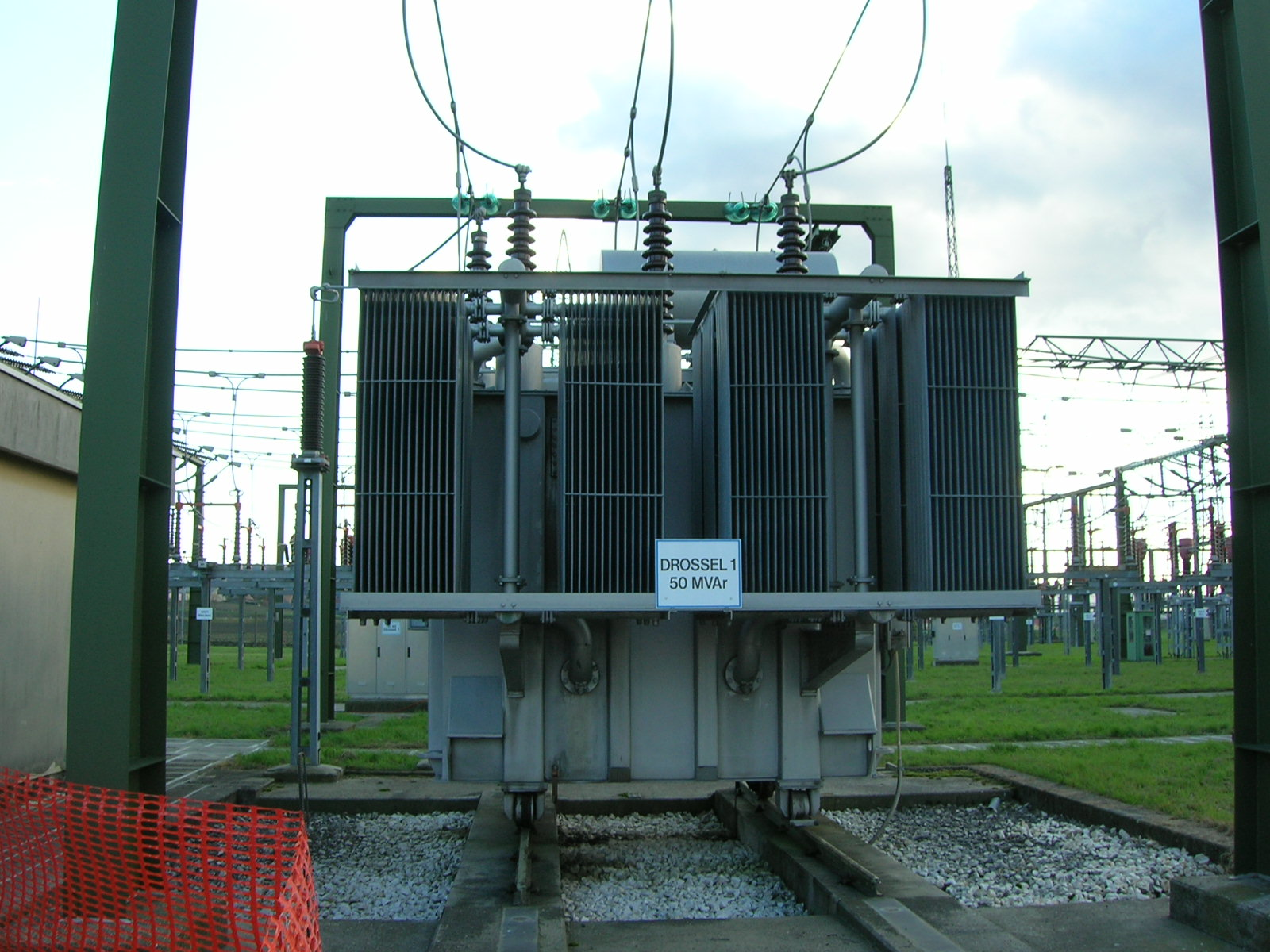
Cuộn cảm lõi sắt 3 pha 50 MVAR trong truyền tải điện tại Đức

## Điện thế, dòng điện và trở kháng
Theo định luật cảm ứng Faraday, từ trường biến thiên theo thời gian tạo ra một điện thế trên cuộn dây V.
{\displaystyle V={\frac {dB}{dt}}={\frac {d(LI)}{dt}}=L{\frac {dI}{dt}}+I{\frac {dL}{dt}}=L{\frac {dI}{dt}}}
Với từ dung không đổi theo thời gian:
{\displaystyle V=L{\frac {dI}{dt}}}
Dòng điện chạy trên cuộn dây có liên hệ với điện thế qua:
{\displaystyle I={\frac {1}{L}}\int Vdt}
Trở kháng phức của cuộn cảm với dòng điện xoay chiều, phụ thuộc vào tần số của dòng điện xoay chiều.
{\displaystyle Z=R+X_{L}}
{\displaystyle Z=R+j\omega L}
Với j là đơn vị ảo, ω là tần số góc của dòng điện xoay chiều.
Trường hợp cuộn dây không có điện trở, R=0, điện thế đi trước dòng điện một pha 90°. Trong trường hợp cuộn dây có điện trở, R>0, điện thế đi trước dòng điện một góc θ
Không thể phân tích cú pháp (MathML hoặc SVG/PNG (khuyến khích các trình duyệt và công cụ trợ năng hiện đại): Phản hồi không hợp lệ (“Math extension cannot connect to Restbase.”) từ máy chủ “http://localhost:6011/vi.wikipedia.org/v1/”:): {\displaystyle \tan{\theta} = \omega \frac{L}{R} = 2\pi f \frac{L}{R}}

## Năng lượng lưu trữ
Năng lượng từ trường lưu trữ trên cuộn dây được tính theo công thức:
1
{\displaystyle E={1 \over 2}LI^{2}}

## Chỉ số chất lượng
Chỉ số chất lượng hay còn gọi là hệ số phẩm chất, Q, được định nghĩa là tỉ số của điện ứng trên điện trở
{\displaystyle Q={\frac {X_{L}}{R_{L}}}}
{\displaystyle Q={\frac {\omega L}{R_{L}}}}

## Phương pháp nối kết
Nhiều cuộn dây có thể mắc nối tiếp với nhau để tăng từ dung hay song song với nhau dễ giảm từ dung.
Khi mắc nối tiếp nhiều (n) cuộn dây lại với nhau, tổng từ dung sẽ tăng và bằng tổng của các từ dung:
Lt = L1 + L2 +... + Ln
Khi mắc song song nhiều (n) từ dung lại với nhau, từ dung tổng sẽ giảm, nghịch đảo của từ dung tổng bằng tổng nghịch đảo các từ dung:
{\displaystyle {\frac {1}{L_{T}}}={\frac {1}{L_{1}}}+{\frac {1}{L_{2}}}+...+{\frac {1}{L_{n}}}}